# 7000 caffè

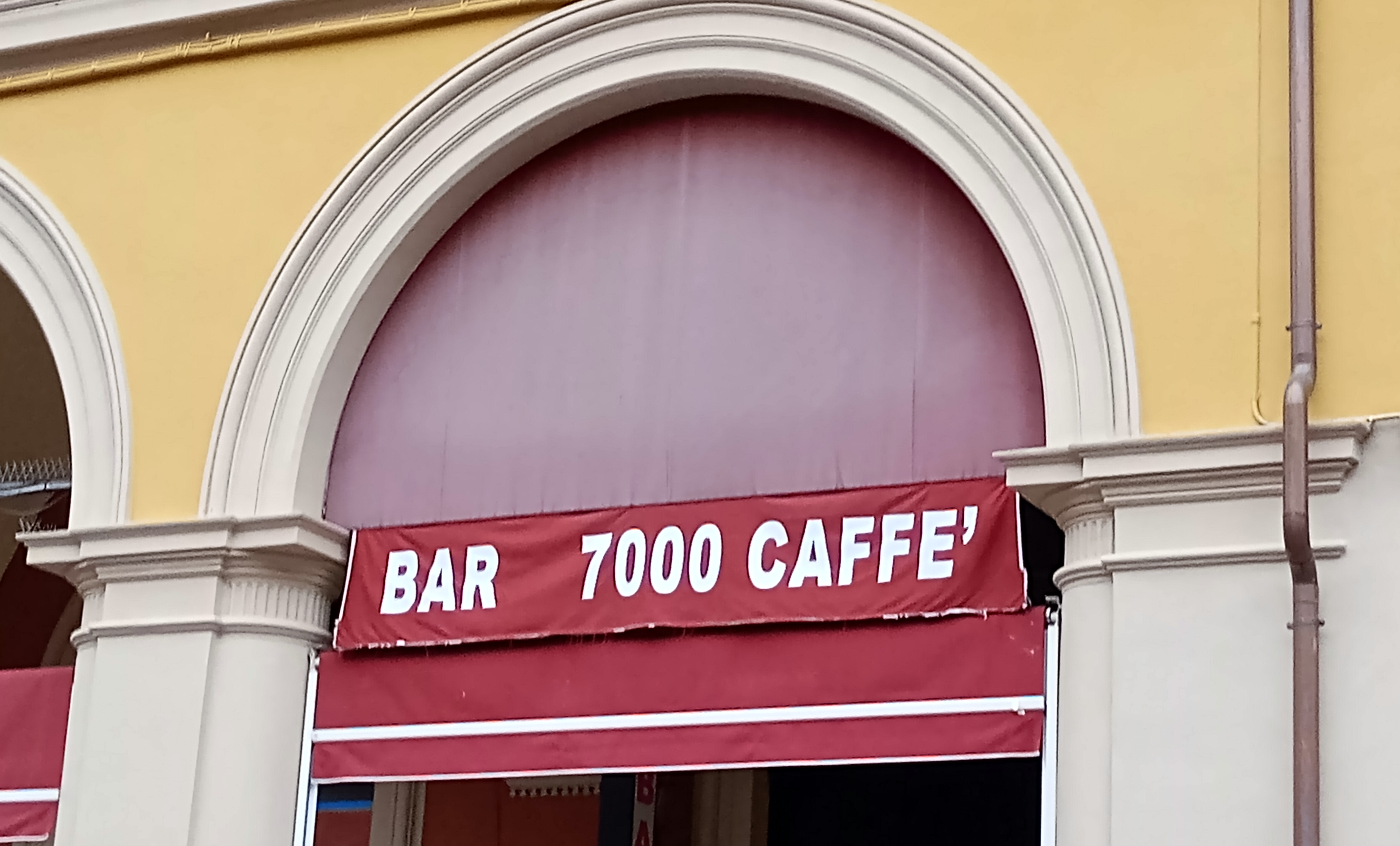
Bar 7000 caffe', Bologna

7000 caffè è una canzone scritta e interpretata da Alex Britti. Con questa canzone l'artista partecipa al Festival di Sanremo 2003, classificandosi al secondo posto. Il brano viene poi inserito nel terzo album del cantautore romano, intitolato appunto Tre.
È stato frequentemente trasmesso in radio, raggiungendo la posizione numero 1 dell'airplay.

## Tracce
CD Single
1. 7000 Caffè
2. 7000 Caffè (Acustica)

Al brano hanno collaborato: Alex Britti per chitarra, basso, programmazione, percussioni e voce; Enrico Solazzo al piano elettrico e organo; Mike Applebaum alla tromba e al trombino ed Eric Daniel al sassofono.

## Curiosità
La canzone di Alex Britti inizia con la frase "7000 caffè, li ho già presi perché...". 

Al Festival di Sanremo del 1961, Sergio Bruni e Rocco Granata cantarono "Carolina dai", che inizia con la frase "Settemila caffè, ho bevuto per te...".

## Classifiche
| Classifica (2003) | Posizione massima |
| ----------------- | ----------------- |
| Italia            | 15                |